# Cornelia Sirch
Cornelia Sirch (n. 23 octombrie 1966, Erfurt, RDG) este o înotătoare ce a reprezentat Germania, medaliată olimpică. A participat la o ediție a Jocurilor Olimpice (1988) în care a câștigat două medalii de bronz.